# Ekaterina Riabova
Ekaterina Dmitrievna Riabova (în rusă Екатерина Дмитриевна Рябова) (n. 4 august 1997, Șciolkovo, Regiunea Moscova, Federația Rusă) este o cântăreață din Rusia care și-a început activitatea în anul 2007. Ea a participat la Concursul Muzical Eurovision Junior 2009, obținând locul 2 (116 puncte) cu melodia „Micul Prinț” (Маленький принц). Anul acesta s-a calificat din nou pentru Rusia, cu melodia „La fel ca Romeo și Julieta” (Как Ромео и Джульетта).